# Djadjoua
Djadjoua är ett släkte av skalbaggar. Djadjoua ingår i familjen Melolonthidae.
Kladogram enligt Catalogue of Life:
| Djadjoua | \| \| Djadjoua viettei \| \| \| \| \| \| Djadjoua viossati \| \| \| \| |
|          | \| \| Djadjoua viettei \| \| \| \| \| \| Djadjoua viossati \| \| \| \| |
|          | Djadjoua viettei                                                       |
|          |                                                                        |
|          | Djadjoua viossati                                                      |
|          |                                                                        |